# 稗貫川
稗貫川（ひえぬきかわ）は、岩手県花巻市を流れる北上川水系の支流である。

## 地理
早池峰山の頂上直下のコメガモリ沢に端を発し、早池峰登山口の河原坊よりV字谷を形成し「岳川」と名を変える。「笛貫ノ滝」や「瀬織津姫の滝」及び幾つかの沢と合流した後、早池峰神社下流から稗貫川となる。嫁ヶ淵（瀬織津姫の滝）からは変化に富む淵や瀬を形成しつつ早池峰湖に流入する。流量調整された河川は旧大迫町の市内を経た後、のどかな農村地帯を流れ、石鳥谷町内にて緩やかに蛇行しつつ北上川へ流入する。
源・上流域は深いV字谷の谷底に巨石がゴロゴロ転がる山岳渓相であり、入渓には相応の注意が必要である。早池峰ダムより下流域は一転してのどかな田園地帯を流れる里川の様相を呈しており、入渓が容易であることや、流れ込む枝沢の数が多く渓魚のストックが豊富であることから、県内屈指の人気渓流釣り河川として有名。また、早池峰ダムより下流では6～8月にはアユ釣りで賑わう。ただ、水源である早池峰山が岩山であり保水力に乏しいこと、流れ込む枝沢が多いこと等の理由から暴れ川として知られており、古来より稗貫川の突発的な出水は「白鬚水」と呼ばれ恐れられたという記録が残るので、入渓の際は注意を要する。

## 流域の自治体
花巻市（旧大迫町、石鳥谷町）

## 主な支流
- 八木巻川
- 中居川
- 旭ノ又川
- 折壁川
- 名目入川
- 久出内川